# 비오코섬

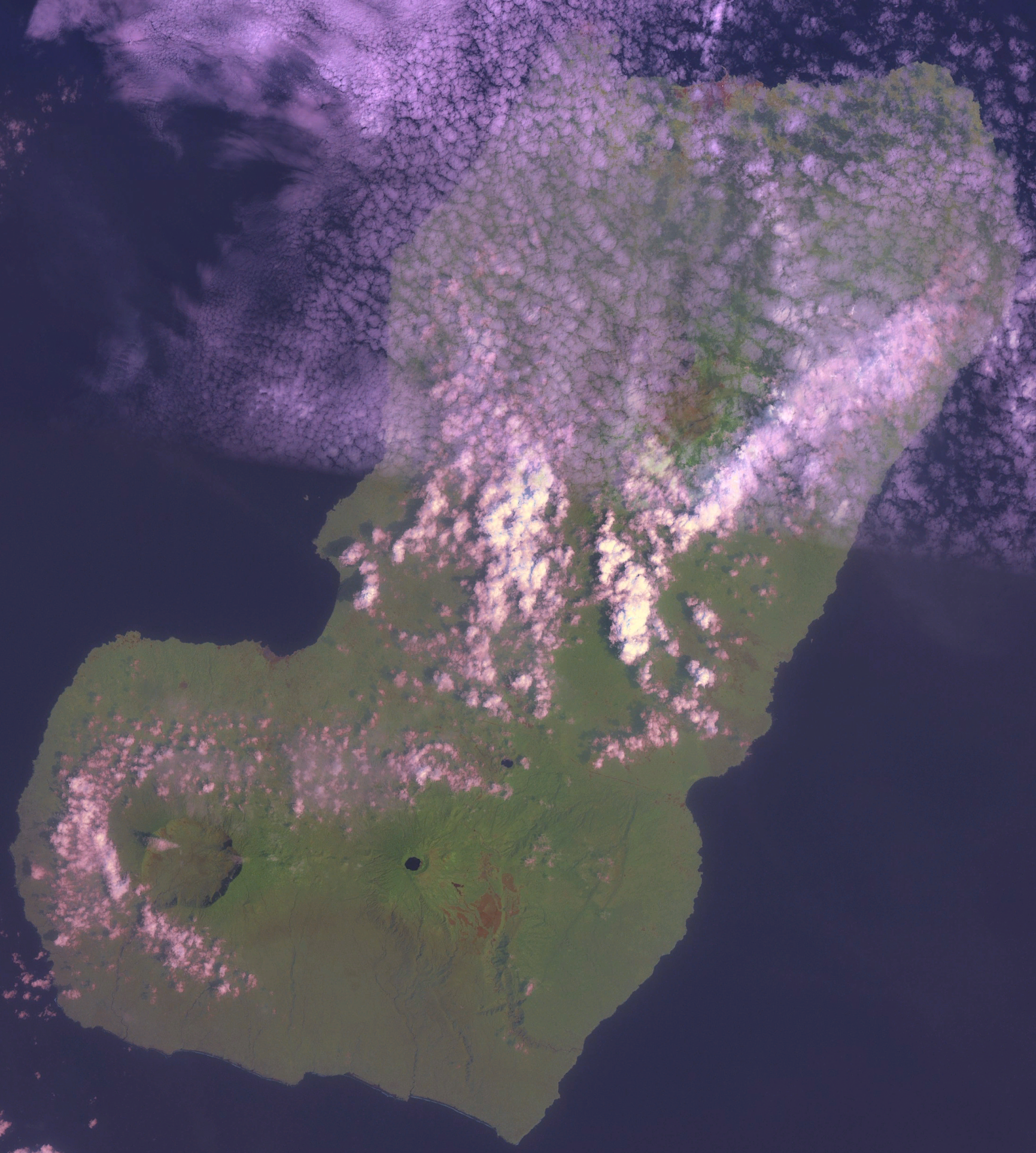
위성사진에 나타난 비오코섬

비오코섬(스페인어: Bioko)은 아프리카 서부 기니만에 위치한 적도 기니의 섬으로, 적도 기니의 수도인 말라보가 위치해 있다. 이 섬은 섬에서 남동쪽으로 156 km 떨어져 있는 적도 기니의 아프리카 대륙 지역인 리오무니(스페인어: Río Muni)와 함께 적도 기니의 주요 영토를 이룬다.
섬의 면적은 2,017 km2로 적도 기니 전체 면적의 7.2%를 차지하고, 인구는 33만4463 명(2015년 기준)으로 적도 기니 전체 인구의 27.4%에 이른다. 최고 지점은 3,012 m이고, 길이는 70 km, 너비는 32 km이다.
과거에는 페르난도포섬(스페인어: Fernando Pó)이라는 이름으로 알려져 있던 섬이다. 1472년 포르투갈의 항해사인 페르낭 두 포(포르투갈어: Fernão do Pó)에 의해 발견된 뒤부터 "아름다운 꽃"이라는 뜻을 가진 포르모자플로라섬(Formosa Flora)으로 명명되었다. 1494년 페르낭 두 포를 기념하기 위해 페르낭두포섬이라는 이름으로 바뀌었다.

## 같이 보기
- 안노본주
- 적도 기니
- 기니만
- 크루족